# Polittico di Zara
Il Polittico di Zara è una serie di dipinti eseguiti con la tecnica dell'olio su tavola da Vittore Carpaccio. Databile al 1480-1490 circa, si trova nel Museo d'arte Sacra della cattedrale di Sant'Anastasia a Zara. L'opera viene in genere indicata una delle primissime nel percorso artistico del pittore.

## Descrizione e stile
Il polittico, composto da sei pannelli principali su due ordini, mostra al centro San Martino e il povero (112x72 cm) e San Girolamo e il donatore. L'opera, della fase giovanile dell'artista, mostra attinenza con la prima opera datata, l'Arrivo dei pellegrini a Colonia (1490) delle Storie di sant'Orsola, come il trattamento di alcuni dettagli del paesaggio, e una certa ruvidezza che tradisce un impaccio giovanile.
Il pittore tentò un accordo tra figure e sfondo attraverso la luce, di ascendenza antonelliana, legata a un uso naturale del colore, come Giovanni Bellini. Le figure grandeggiano sullo sfondo di colline petrose, senza una gestione unitaria dello spazio legata alle regole della prospettiva, ma piuttosto organizzata per blocchi separati, come avveniva nelle opere di Gentile Bellini.